# Marius Duis
Marius Duis (1999) è un giocatore di football americano tedesco, di ruolo wide receiver.
Ha giocato a football americano nei Frankfurt Universe fino al 2020, per poi passare ai Marburg Mercenaries.